# Huisseau-en-Beauce
Huisseau-en-Beauce ist eine französische französische Gemeinde mit 410 Einwohnern (Stand: 1. Januar 2022) im Département Loir-et-Cher in der Region Centre-Val de Loire. Sie gehört zum Arrondissement Vendôme und zum Kanton Montoire-sur-le-Loir. Die Einwohner werden Huicellois genannt.

## Geografie
Die Gemeinde Huisseau-en-Beauce liegt etwa 36 Kilometer nordöstlich von Tours und etwa 32 Kilometer nordwestlich von Blois. Im Nordosten des Gemeindegebietes verläuft das Flüsschen Brisse, das zum Loir entwässert. Umgeben wird Huisseau-en-Beauce von den Nachbargemeinden Villiersfaux im Nordwesten und Norden, Villerable im Norden und Nordosten, Nourray im Osten, Saint-Amand-Longpré im Süden sowie Ambloy im Westen.

## Einwohnerentwicklung
| Jahr                       | 1962 | 1968 | 1975 | 1982 | 1990 | 1999 | 2006 | 2015 | 2022 |
| -------------------------- | ---- | ---- | ---- | ---- | ---- | ---- | ---- | ---- | ---- |
| Einwohner                  | 316  | 296  | 243  | 260  | 316  | 314  | 393  | 419  | 410  |
| Quellen: Cassini und INSEE |      |      |      |      |      |      |      |      |      |

## Sehenswürdigkeiten
- Kirche Notre-Dame aus dem 12. Jahrhundert, Monument historique
- Schloss Le Plessis-Fortia aus dem 16. Jahrhundert
- Dolmen des Gâts-Fleuris, Monument historique
- Dolmen et polissoir de Haute Bretagne
- Polissoirs du Poirier aux Taures
- Menhir des Grotteaux

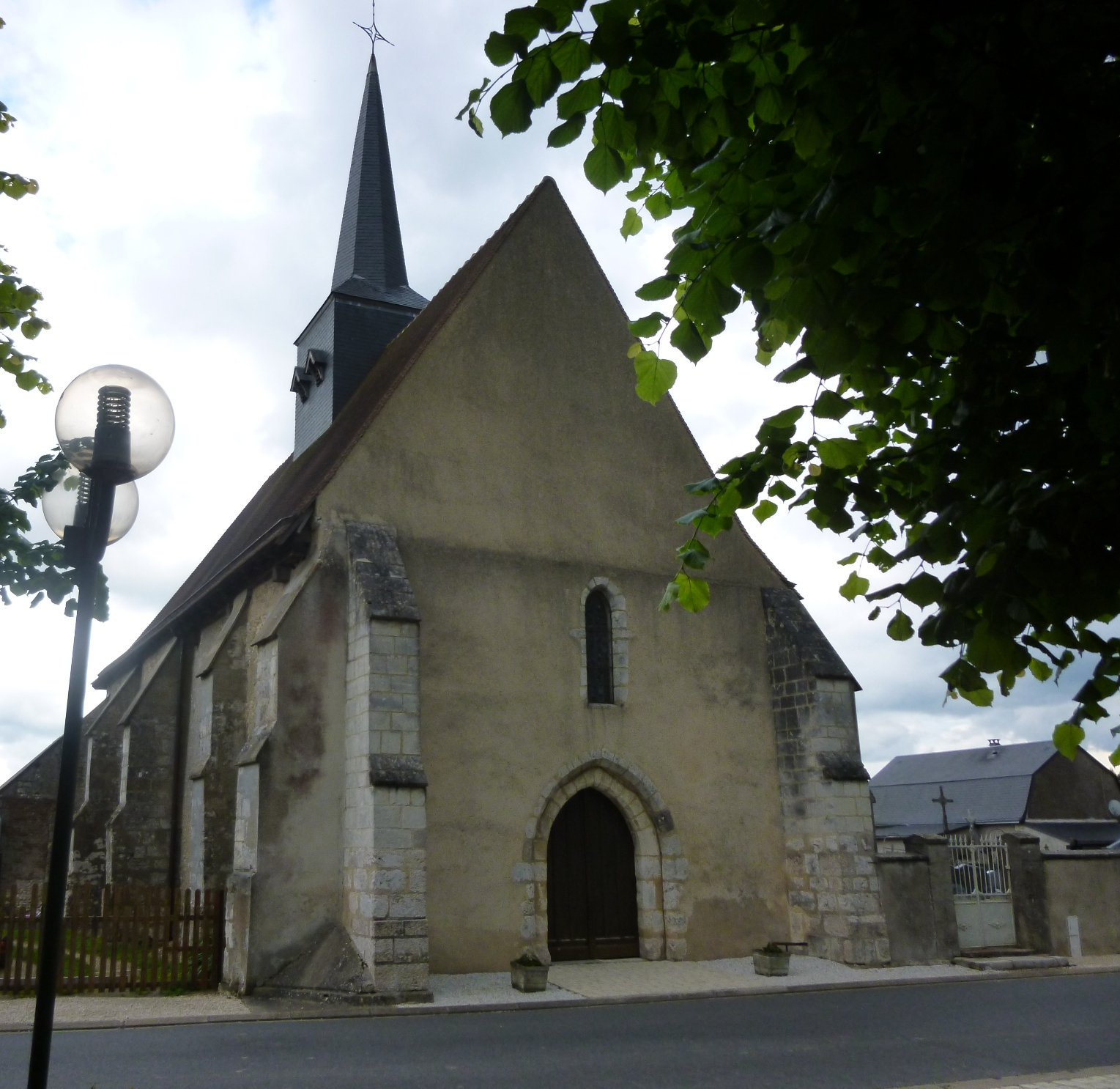
Kirche Notre-Dame
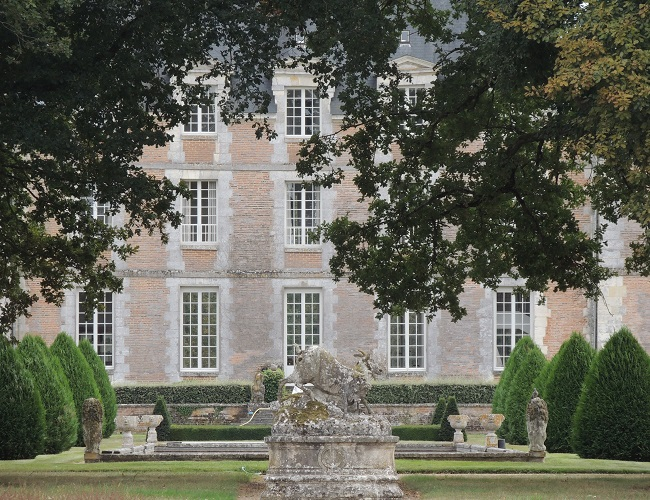
Schloss Le Plessis-Fortia
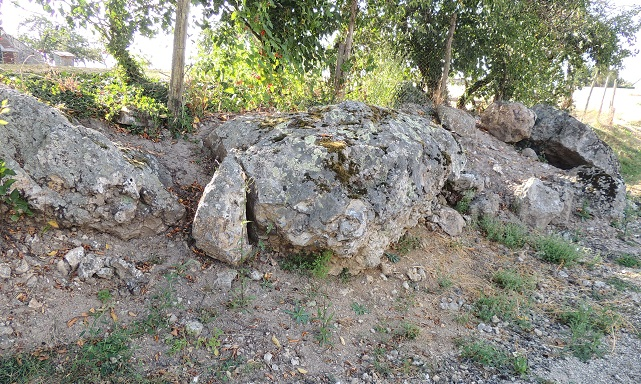
Dolmen des Gats Fleuris
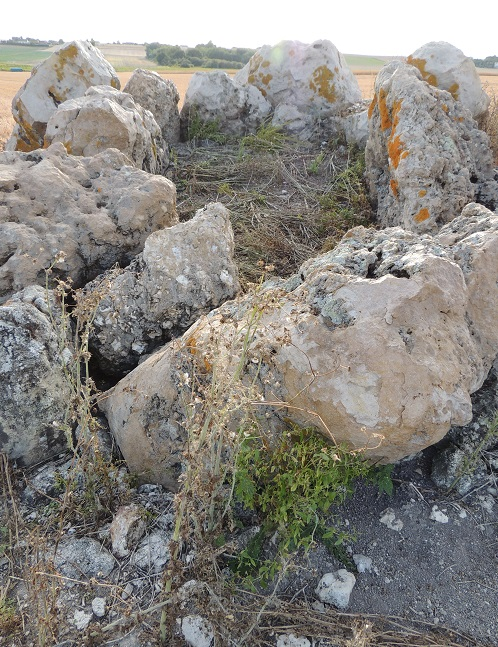
Dolmen des hauts de Bretagne